# جيف شاندلير
جيف شاندلير (بالإنجليزية: Jeff Chandler)‏ (و. 1918 – 1961 م) هو ممثل، وممثل أفلام، ومغن مؤلف، من الولايات المتحدة الأمريكية، ولد في بروكلين، توفي في لوس أنجلوس، عن عمر يناهز 43 عاماً.

## التعليم
تعلم في ثانوية صالة إيراسموس ‏.

## وصلات خارجية
- جيف شاندلير على موقع IMDb (الإنجليزية)
- جيف شاندلير على موقع ألو سيني (الفرنسية)
- جيف شاندلير على موقع ميوزك برينز (الإنجليزية)
- جيف شاندلير على موقع تيرنر كلاسيك موفيز (الإنجليزية)
- جيف شاندلير على موقع أول موفي (الإنجليزية)
- جيف شاندلير على موقع قاعدة بيانات الأفلام السويدية (السويدية)
- جيف شاندلير على موقع إن إن دي بي (الإنجليزية)
- جيف شاندلير على موقع أول ميوزيك (الإنجليزية)
- جيف شاندلير على موقع ديسكوغز (الإنجليزية)
- جيف شاندلير على موقع قاعدة بيانات الفيلم (الإنجليزية)